# Gaetano Belloni

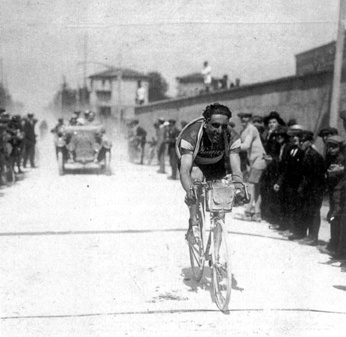
Gaetano Belloni al Giro d'Itàlia de 1920

Gaetano Belloni (Pizzighettone, Llombardia, 26 d'agost de 1892 - Milà, 9 de gener de 1980) va ser un ciclista italià que fou professional entre 1916 i 1932. Al llarg de la seva carrera aconseguí 49 victòries.
Va destacar inicialment com a ciclista amateur, sent campió d'Itàlia el 1914 i guanyant la Volta a Llombardia el 1915.
Durant els anys 1920 va rivalitzar amb Costante Girardengo, sent derrotat la gran major part de vegades, cosa que li va valer rebre el renom de l'Etern segon.
El seu major èxit esportiu fou el triomf a la classificació general del Giro d'Itàlia de 1920. També guanyà tres vegades la Volta a Llombardia (rècord encara no superat, tot i que sí igualat per Alfredo Binda, Costante Girardengo, Gino Bartali i Sean Kelly) i dues la Milà-San Remo.

## Palmarès
- 1914 (amateur)
  - Campió d'Itàlia
  - 1r a la Copa Re
  - 1r a Petit Giro a Llombardia
- 1915 (amateur)
  - 1r a la Volta a Llombardia
  - 1r a la Sanremo-Ventimiglia-Sanremo
  - 1r a la Milà-Varese
  - 1r a la cursa primaveral
- 1916 (amateur)
  - 1r a la Milà-Varese (amb els professionals)
- 1917
  - 1r a la Milà-Sanremo
  - 1r a la Milà-Varese
  - 1r al Giro de la província de Milà, amb Alfredo Sivocci, i vencedor d'una etapa
- 1918
  - 1r a la Milà-Mòdena
  - 1r a la Milà-Torí
  - 1r a la Volta a Llombardia
  - 1r al Trofeu Arquata (CRE)
  - 1r al Giro del Penice
- 1919
  - Vencedor d'una etapa al Giro d'Itàlia
- 1920
  -  1r al Giro d'Itàlia i vencedor de 4 etapes
  - 1r a la Milà-Sanremo
  - 1r a la Milà-San Pellegrino
  - 1r al Giro de la província de Milà, amb Giuseppe Azzini i vencedor de 2 etapes
- 1921
  - 1r de la Milà-Mòdena
  - 1r al Giro de la província de Milà, amb Angelo Gremo i vencedor de 2 etapes
  - Vencedor de 3 etapes al Giro d'Itàlia
- 1922
  - 1r als Sis dies de Nova York, amb Alfred Goullet
  - 1r al 1r Giro de la província de Milà, amb Costante Girardengo i vencedor d'una prova
  - 1r al 2n Giro de la província de Milà, amb Giovanni Brunero i vencedor de 2 etapes
  - Vencedor de 2 etapes al Giro d'Itàlia
- 1923
  - Vencedor d'una etapa al Giro de la província de Milà, amb Pietro Linari
- 1925
  - 1r de la Milà-Mòdena
  - 1r al Giro del Piemont
  - Vencedor d'una etapa al Giro d'Itàlia
- 1926
  - 1r a la Rund um die Hainleite
  - 1r del Gran Premi de Hanover
  - 1r de la Volta a Saxònia
  - 1r del Gran Premi Sachs
  - 1r de la Hanover-Hamburg
  - 1r al Gran Premi de la Indústria a Berlin
  - 1r al Campionat Internacional d'Alemanya per punts
- 1927
  - 1r de la Volta a Múnic
  - 1r de la Volta al Ruhr
  - 1r de la Volta a Colònia
  - 1r al Campionat Internacional d'Alemanya per punts
- 1928
  - 1r a la Volta a Llombardia
- 1929
  - 1r de la Roma-Nàpols-Roma
  - 1r als Sis dies de Chicago, amb Reginald McNamara
  - Vencedor d'una etapa al Giro d'Itàlia
- 1930
  - 1r als Sis dies de Nova York, amb Gérard Debaets

### Resultats al Giro d'Itàlia
- 1919. 2n de la classificació general i vencedor d'una etapa
- 1920. 1r de la classificació general i vencedor de 4 etapes
- 1921. 2n de la classificació general i vencedor de 3 etapes
- 1922. Abandona. Vencedor de 2 etapes
- 1923. Abandona
- 1924. Abandona
- 1925. 4t de la classificació general i vencedor d'una etapa
- 1928. Abandona
- 1929. Abandona
- 1931. Abandona
- 1932. Abandona

### Resultats al Tour de França
- 1920. Abandona (1a etapa)
- 1930. Abandona (5a etapa)